# Quarber Merkur
Quarber Merkur este o revistă literară de limbă germană de ficțiune speculativă (science fiction, fantasy etc.). Este publicată în Austria din 1963 și editată de Franz Rottensteiner. Numele revistei este derivat din Quarb⁠(de)[traduceți], o zonă cu râpe a văii râului Piesting din Austria Inferioară.

## Istorie
În 2004, cu ocazia celei de-a 100 ediții, Rottensteiner a primit un premiu special Kurd Lasswitz. Nominalizarea pentru premiile speciale a avut loc cu ocazia a 50 de ani de activitate a revistei.
Quarber Merkur este considerată în țările vorbitoare de limbă germană ca fiind cea mai importantă revistă pentru implicarea sa critică și teoretică în literatura fantastică. Contribuțiile sunt sub formă de eseuri și comentarii de la toate formele de literatură fantastică, de la clasicii povestirilor sinistre ca Edgar Allan Poe și H. P. Lovecraft până la literatura  științifico-fantastică.
Revista apare de obicei odată pe an. De la nr. 111 (din septembrie 2010), revista Quarver Merkur este continuată de Verlag Lindenstruth (Giessen).  În decembrie 2018 a apărut numărul 119 al revistei. Acesta conține scrieri ale unor autori ca Agnieszka Gajewska, Vladimir Borisov, Dennis Mombauer, Kurt J. Fickert, Michael K. Iwoleit (eseu despre povestirile lui James Tiptree, jr.), Sophie Holzberger (eseu despre Simulacron-3  de Daniel F. Galouye și filmele Welt am Draht și The Matrix).